# Бегим-Чокрак
Бегим-Чокра́к (або Бегим Чокрак або Бегім-Чокрак) — річка в Україні, в межах Бердянського та Пологівського районів Запорізької області. Права притока річки Курушан (басейн Азовського моря).

## Назва
Слово «бехими» на тюркських мовах означає скотарський, а все найменування «бегим чокрак» можна перекласти як вода, джерело, здорове для худоби. 

## Опис
Бегим-Чокрак бере початок на пн.-сх. від с. Чернігово-Токмачанськ. Тече переважно на захід і південний захід. Впадає до р. Курушан поблизу с. Козолугівка. На барегах річки розміщено село Бегим Чокрак, яке у 1945 році перейменували в с. Степове. На берегах річки знаходяться також села Владівка, Хмельницьке, Ланкове, Балашівка.
Основна притока: маленькі потічки, джерела.